# Tañyguá
Tañyguá, pleme Guaraní Indijanaca (porodica Tupian), uže grupe Guaraní Nhandéva ili Chiripa, nastanjeno u ranom 20. stoljeću na pograničnom području brazilskih država São Paulo i Paraná, južno od rijeke Itarare. Braća Seljan nalaze ih ovdje 1903. ali im ne znaju ime, pa ih nazivaju općim imenom Guarani, a Alfred Métraux ih je identificirao kao Tañyguá. 
Pleme je (po Seljanima) naseljeno u prašumi po rijetko posijanim kućicama, na području koje im je podarila brazilska vlada koje je prozvala 'Fazenda dos Indios'. Pod utjecajem brazilskog društva, obučeni u iznošenu robu Brazilaca, te ih Seljani okrste veoma ružnim nazivom 'la race dégénérée'. 